# Lično ime
Lično ime, u pravu, označava ono ime koje se koristi za označavanje i razlikovanje lica (osoba). Lično ime se stiče upisom u matične knjige rođenih i djeluje prema trećim licima. U većini država se sastoji od imena (prvog ili vlastitog) i prezimena (drugog ili porodičnog imena).
Pravno regulisanje ličnih imena započelo je još Tridentskim koncilom (1545—1563), kada su sve župe morale voditi matične knjige krštenih, vjenčanih i umrlih. Ovim zakonom morala su se uz sva imena, upisati i prezimena koja su postala stalna, nepromjenljiva i nasljedna. Prema akademiku Petru Šimunoviću, Tridentskim koncilom, prezimena, koja karakterišu tri spomenuta obilježja, glavna su odlika kojim se „...razlikuju od ličnih imena“, kako on piše u knjizi „Hrvatska prezimena“. Ono što Šimunović naziva „osobno ime“, i u stvari je ime individue, dok se prema zakonu u većini evropskih zemalja lično ime sastoji od imena i prezimena.
Ličnim imenima, proučavanjem njihovih značenja i porijekla bavi se lingvistička grana onomastika.
Lična imena se pišu velikim početnim slovom. Ako ima više imena, svako ime počinje velikim slovom.

## Literatura
- Anderson, John M. (2008). The Grammar of Names. Oxford University Press. ISBN 978-0-19-953395-4.

## Spoljašnje veze
- Narodne novine 69/92.
- Stranica o hrvatskim osobnim imenima. Архивирано на веб-сајту  (14. јул 2011)
- Popis i značenje osobnih imena.